# 大蠕形海葵属
大蠕形海葵属（学名：Halcampella）是蠕形海葵科下的一个属。

## 下属物种
本属包括以下物种：
- Halcampella endromitata (Andrès, 1881)
- 横纹大型蠕形海葵 Halcampella fasciata Rodríguez & López-González, 2002
- 大型蠕形海葵 Halcampella maxima Hertwig, 1888
- Halcampella robusta Carlgren, 1931